# 할리우드힐스

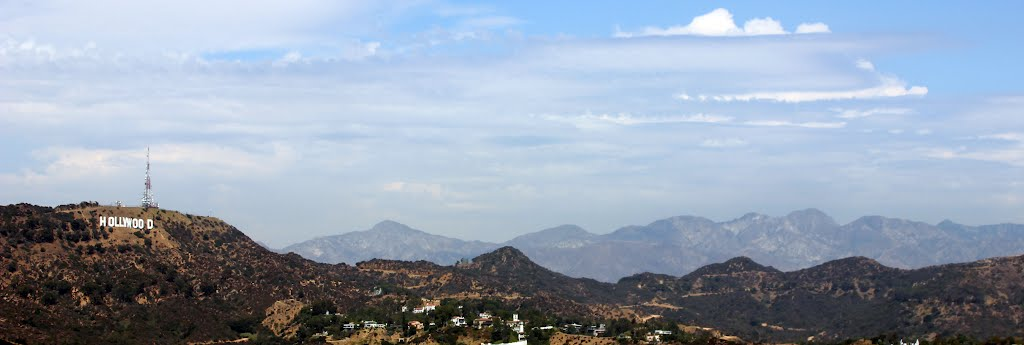

할리우드 힐스(Hollywood Hills)는 미국 캘리포니아주 로스앤젤레스의 중앙 지역에 위치한 주거 지역이다. 북쪽으로는 스튜디오시티, 유니버설시티, 버뱅크와 접하고, 북동쪽으로는 그리피스 공원, 남동쪽으로는 로스펠리스, 남쪽으로는 할리우드, 서쪽으로는 할리우드 힐스 웨스트와 접한다. 이곳에는 포리스트 론 메모리얼 파크, 시나이 산 메모리얼 파크 묘지, 할리우드 저수지, 할리우드 사인, 할리우드 볼 및 존 앤슨 포드 극장이 포함된다.

## 지리

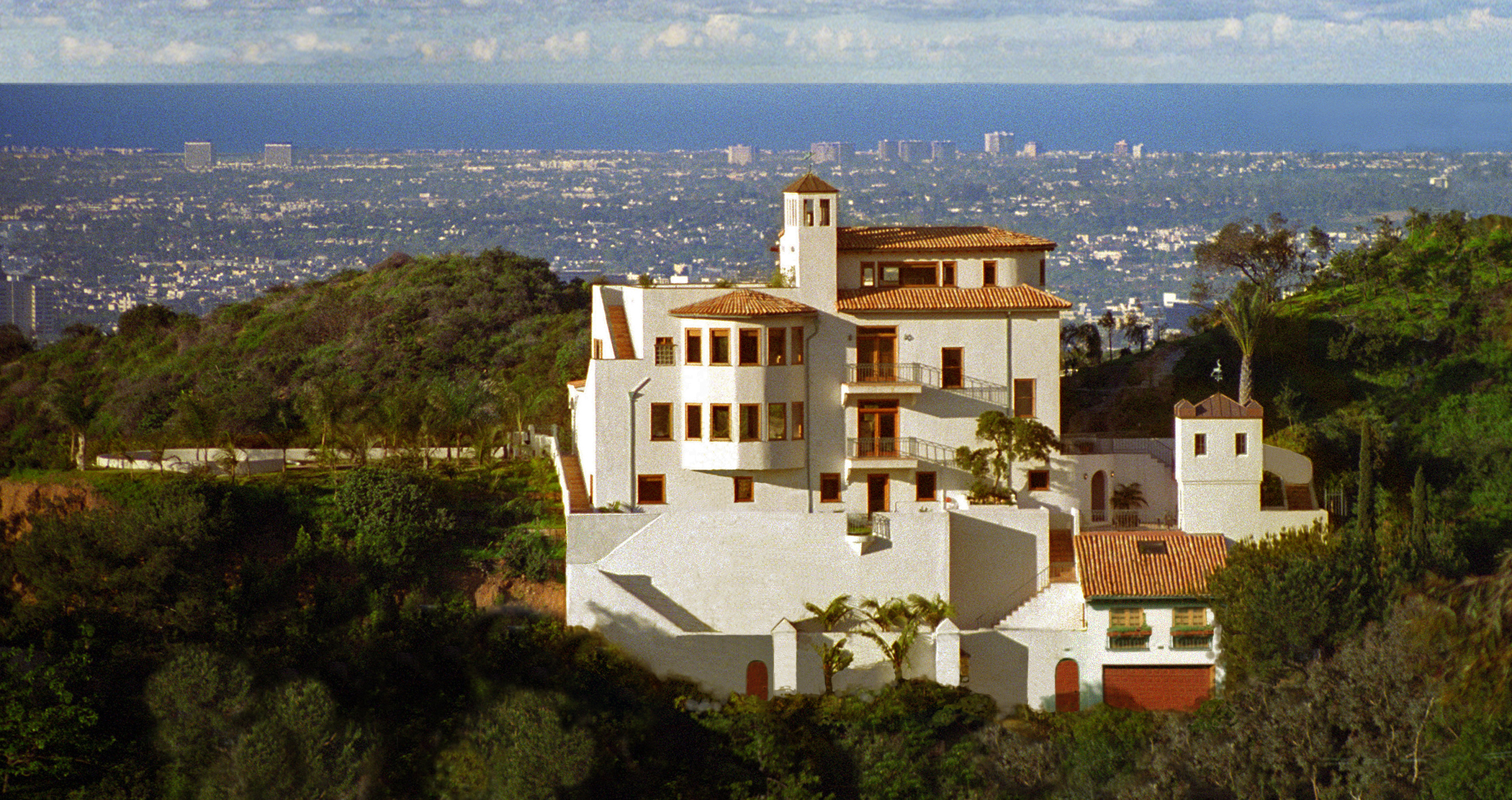
할리우드 힐스의 한 저택.

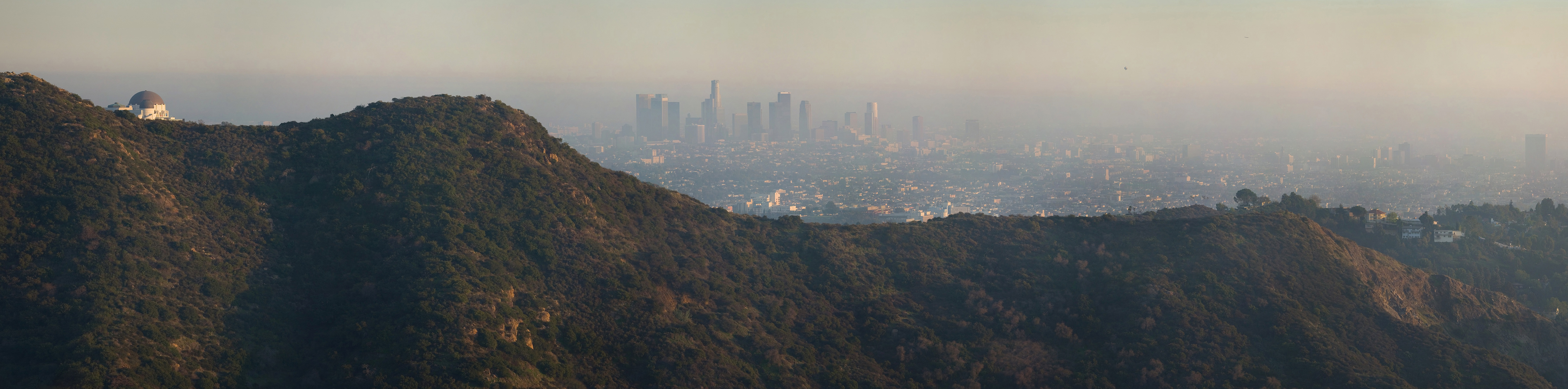
할리우드 힐스에서 바라본 로스앤젤레스

할리우드 힐스는 산타모니카 산맥 내의 카후엔가 패스에 걸쳐 있다. 이 지역은 미국 101번 국도 (캘리포니아주)에 의해 남동-북서 방향으로 양분된다. 할리우드 힐스는 북서쪽과 북쪽으로 로스앤젤레스 시 경계, 동쪽으로 그리피스 공원을 가로지르는 비포장 도로와 웨스턴 애비뉴 (로스앤젤레스)로 이어지는 경계, 남쪽으로는 프랭클린 애비뉴, 서쪽으로는 아웃포스트 드라이브를 포함하는 불규칙한 선으로 경계를 이룬다.
언덕의 기반암은 화강암과 변성암의 복합적인 조합과 사암 및 셰일이 층을 이룬 것으로, 그 위에 갈색의 부식토가 종종 얕고 돌이 많은 상태로 발달해 있다.

## 이웃 지역
할리우드 힐스는 여러 이웃 지역으로 구성되어 있다:
- 로렐캐니언 (올림푸스 산 포함)
- 비치우드 캐니언
- 버드 스트리츠[7]
- 카후엔가 패스
- 프랭클린 빌리지
- 할리우드 델
- 할리우드 하이츠
- 할리우드랜드
- 아웃포스트 이스테이트
- 휘틀리 하이츠

## 인구 통계
2000년 미국 인구조사에 따르면, 이 지역 7.05제곱마일(약 18.26제곱킬로미터)에 21,588명이 거주하여 제곱마일당 평균 3,063명에 달했다. 이는 도시 및 카운티 내에서 가장 낮은 인구 밀도 중 하나이다. 2008년에는 인구가 22,988명으로 추정되었다. 주민의 평균 연령은 37세로, 도시 및 로스앤젤레스군 전체로 볼 때 높은 편이었다. 19세에서 64세 사이 주민의 비율은 카운티 내에서 가장 높았다.
이 지역의 다양성 지수는 0.433이며, 비히스패닉계 백인의 비율은 74.1%이다. 라틴계는 9.4%, 아시아계는 6.7%, 아프리카계 미국인은 4.6%, 기타는 5.3%를 차지한다. 2000년에는 멕시코 (7.9%)와 영국 (7.8%)이 해외 출생 주민 22.8%의 가장 흔한 출생지로, 이는 도시나 카운티 전체와 비교할 때 해외 출생자 비율이 낮은 것으로 간주되었다.
2008년 기준 가구 소득 중간값은 69,277달러로, 도시에서는 높은 편이지만 카운티 전체로는 평균 수준이다. 125,000달러 이상을 버는 가구의 비율은 카운티 전체와 비교하여 높았다. 평균 가구원 수는 1.8명으로 상대적으로 낮았다. 주택의 56.5%는 세입자가 점유했으며 나머지는 주택 소유자가 점유했다.
2000년에는 한부모 가정이 270가구로, 이는 6.9%에 해당하며 카운티와 도시 모두에서 낮은 비율이었다.

## 예술 및 문화
할리우드 힐스 지역에는 할리우드 볼과 포리스트 론 메모리얼 파크뿐만 아니라 사립학교 세 곳과 공립학교 두 곳이 포함된다. 이 지역에는 다음이 포함된다:
- 존 앤슨 포드 극장
- 할리우드랜드 캠프를 포함한 그리피스 공원의 일부
- 시나이 산 메모리얼 파크 묘지

## 교육
2000년에는 25세 이상 주민의 54.8%가 4년제 학위를 소지하여 도시 및 카운티 전체와 비교할 때 높은 편으로 간주되었다.
이 지역 경계 내에는 5개의 중등 또는 초등 학교가 있다:
- 이매큘레이트 하트 고등학교 및 중학교, 사립, 5515 프랭클린 애비뉴
- 밸리 뷰 초등학교, LAUSD, 6921 우드로 윌슨 드라이브
- 닐슨 아카데미, 사립, 2528 캐니언 드라이브
- 체레모야 애비뉴 초등학교, LAUSD, 6017 프랭클린 애비뉴
- 오크스, 사립 초등학교, 6817 프랭클린 애비뉴

미국 영화 연구소는 노스 웨스턴 애비뉴 2021에 위치해 있다.

## 저명한 인물
- 아비치 (1989–2018), DJ 및 프로듀서[9]
- 크리스티나 아길레라, 가수 겸 작곡가
- 팀 앨런, 배우 겸 코미디언[10]
- 얼 D. 베이커 (1888–1969), 로스앤젤레스 시의원[11][5][12]
- 애슐리 벤슨, 배우[13]
- 졸린 블랠록, 배우[14]
- 에밀리 블런트, 배우[15]
- 러셀 브랜드, 배우 겸 코미디언[16]
- 지젤 번천, 모델
- 카밀라 카베요, 가수 겸 작곡가[17][18]
- 샘 쿡 (1931–1964), 가수[19]
- 케빈 코스트너, 배우
- 로버트 컬프 (1930–2010), 배우[20]
- 리버스 쿼모, 가수, 작곡가, 기타리스트[21]
- 엘리샤 커스버트, 배우
- 윌리엄 드 로스 산토스, 작가, 시인, 시나리오 작가, 프로듀서, 영화 감독
- 디플로, EDM 아티스트[22]
- 리처드 드라이퍼스, 배우
- 크리스 에반스, 배우[23]
- 애나 패리스, 배우[24][25]
- 에롤 플린 (1909–1959), 배우[26]
- 레이디 가가, 가수, 작곡가, 배우[27]
- 데이비드 준톨리, 배우[28]
- 아리아나 그란데, 가수, 작곡가, 배우[29]
- 스튜어트 햄블런 (1908–1989), 컨트리 가수[30]
- 캘빈 해리스, DJ[31]
- 살마 아예크, 배우[32]
- 베르너 헤어초크, 감독[33]
- 칼럼 후드, 파이브 세컨즈 오브 서머의 가수 겸 작곡가 및 베이시스트[34]
- 나일 호런, 가수 겸 작곡가[35]
- 헬렌 헌트, 배우[36]
- 조시 허처슨, 배우[37]
- 빌리 아이돌, 음악가[38]
- 애슈턴 어윈, 파이브 세컨즈 오브 서머의 가수 겸 작곡가 및 드러머[39]
- 릭 제임스 (1948–2004), 음악가[40]
- 마이클 지터 (1952–2003), 배우[41]
- 척 존스 (1912–2002), 아티스트 겸 애니메이션 감독[39]
- 애나 켄드릭, 배우 겸 가수[42]
- 애니 레녹스, 유리스믹스 멤버[43]
- 자레드 레토, 배우, 30 세컨즈 투 마스 멤버[44]
- 톰 레이키스, 라디오 및 인터넷 토크쇼 진행자[45]
- 손드라 로크 (1944–2018), 배우 겸 영화 감독[46]
- 에바 롱고리아, 배우[47]
- 데미 로바토, 가수, 작곡가, 배우[48][49]
- 앤서니 퍼킨스 (1932–1992), 배우 겸 감독[50]
- 토비 매과이어, 배우
- 루니 마라, 배우[51]
- 블레이크 마스터스, 시나리오 작가, 감독, 프로듀서[52]
- 조니 마티스, 가수[53]
- 조엘 맥헤일, 코미디언 겸 배우[54]
- 사이먼 몬잭 (1970–2010), 감독, 프로듀서, 작가[55]
- 브리트니 머피 (1977–2009), 배우[55]
- 크리스틴 넬슨, 배우 겸 화가[56]
- 리키 넬슨 (1940–1985), 배우, 가수, 작곡가[56]
- 트레이시 넬슨, 배우[56]
- 롤랜드 오자발, 가수, 작곡가, 음반 프로듀서, 작가
- 매슈 페리 (1969–2023), 배우[57]
- 호아킨 피닉스, 배우[58]
- 자니 레버, 배우
- 크리스 프랫, 배우[24]
- 키아누 리브스, 배우[59]
- 앤디 샘버그, 배우[60]
- 로버트 J. 섹스턴, 프로듀서 겸 감독[61]
- J.K. 시먼스, 배우[62]
- 트로이 시반, 가수 겸 작곡가, 배우, 유튜버[63]
- 케빈 스미스, 배우, 감독, 코미디언[64][65]
- 제이슨 스테이섬, 배우[66]
- 세이지 스탤론 (1976–2012), 배우 겸 실베스터 스탤론의 아들[67][68]
- 로버트 J. 스티븐슨과 페기 스티븐슨, 로스앤젤레스 시의원[69][70]
- 쿠엔틴 타란티노, 영화 감독[71]
- 저스틴 팀버레이크, 가수 겸 배우[72]
- 비치 Tulloch, 배우[28]
- 케이시 와서먼, 엔터테인먼트 경영자 겸 스포츠 에이전트, 로스앤젤레스 올림픽 조직 위원회 회장[73]
- 튜즈데이 웰드, 배우[74]
- 리벨 윌슨, 배우, 코미디언, 가수[75]